# Gucin (powiat grójecki)
Gucin – wieś sołecka w Polsce położona w województwie mazowieckim, w powiecie grójeckim, w gminie Warka.

## Historia
W połowie XIX w. obecna wieś była folwarkiem o pow. 199 mórg należącym do dóbr Tworki (obecnie gmina Jasieniec). Folwark powstał w miejscu wyciętego lasu. W roku 1871 wieś Gucin od tych dóbr została oddzielona. 
W roku 1921 w spisie miejscowości figuruje jako kolonia.
W latach 1975–1998 miejscowość należała administracyjnie do województwa radomskiego.